# Cre-Lox重组
Cre-Lox重组是一种用于在细胞DNA的特定位点上进行删除、插入、转座和倒位操作的位点特异性重组酶技术，其特点在于可以让DNA修改对指定的特定细胞群进行，或是使修改过程由特定的外部刺激所触发。此技术对真核和原核细胞都适用。特别地，对研究由各种复杂细胞和神经通路复合而形成认知行为的大脑的神经生物学家而言，这种技术已被证明是相当实用的。
这个重组体系由单个酶组成，即可以让一对被称为Lox序列的短目标序列进行重组的Cre重组酶，除此之外不需要插入其他的额外蛋白或序列。Cre重组酶和源Lox序列（即LoxP序列）是从P1噬菌体中获取的。
通过合适地插入Lox序列可以使特定基因活化、沉默或者和其他基因交换位置——在DNA的层面上，许多操作都可以进行。Cre酶的活性可控，可以使之只在一种特定细胞类型中表达，也可以使之由特定的外部刺激（如化学信号、热刺激）触发表达。这些特异性DNA修饰对细胞系追踪以及有致命性的突变研究十分有效。
Cre-Lox重组系统在操作和用途上都与FLP-FRT重组系统十分相似。

## 历史
Cre-Lox重组是一种由Brian Sauer博士发明的特殊的位点特异性重组技术，最初用于在哺乳动物细胞系中激活基因表达。  之后，Jamey Marth博士的研究团队发现了Cre-Lox可以对转基因动物体内特殊T细胞中由loxP序列所夹的染色体DNA进行高效地删除，他们由此提出这一技术可以用于确定特定细胞类型中内源基因的功能、标记细胞命运决定中的祖细胞、诱导染色体重组以构建疾病生物学模型、以及确定早期基因损伤对疾病发展的作用。
不久，就已经有研究者报道获得了具有loxP侧位（floxed）DNA聚合酶基因的多能胚胎干细胞。  结合上述的发展，在1994年已有实验室报道了Cre-Lox重组可以用于小鼠T细胞发育中的条件性基因敲除。 之后的文献中重组的效率不断提高， 但是当细胞中有两份floxed序列时，由于Cre酶活性问题，不完全的敲除仍是常见情况。 
Cre-Lox技术的发展使生物医学研究中条件性诱变得到广泛使用，使之成为确定特殊细胞类型和发育阶段中基因功能的主流方法，特别是神经生物学领域。

## 概览
Cre-Lox重组，即对一段特定的DNA序列进行定位，并用Cre重组酶对其进行剪接。这一技术常用于避免研究中系统性的多基因失活带来的胚胎致死情况。  此外，对转基因动物模型中基因型（基因组DNA的改变）和表型（生物学功能的变化）之间关系的判断，Cre-Lox技术也提供了当前最好的实验对照控制。
Cre蛋白是一个位点特异性DNA重组酶，它能够催化DNA分子中特定位点之间的重组。这些位点就是loxP位点，其两端包含了可以让Cre特异性结合的序列，围绕着一个有方向性的核心序列，而DNA重组就发生在核心序列上。

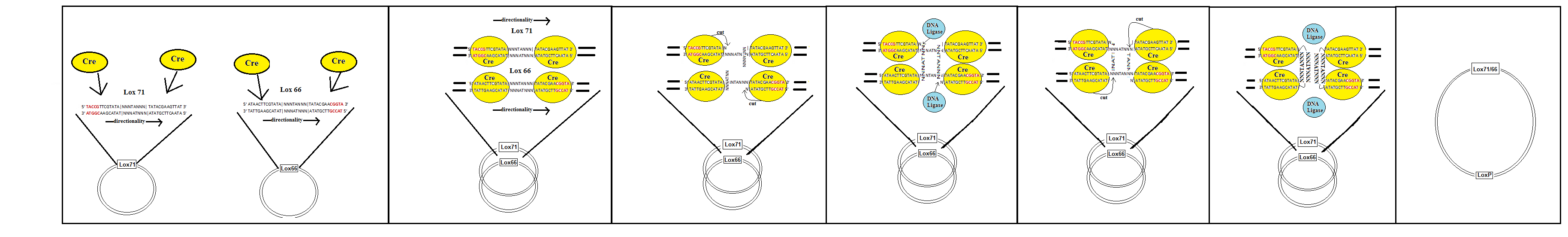
一张图表描述了如何使用 Lox71和 Lox66位点将两个质粒组合成一个连续的质粒。

当一个基因组中含有loxP位点的细胞表达Cre蛋白时，DNA重组就可能会发生在loxP位点之间。Cre重组酶蛋白会分别与一个loxP位点的前13bp和后13bp区域结合，形成一个二聚体；这个二聚体又会和另一个loxP位点上的二聚体结合成一个四聚体。Lox位点是有方向性的，而两个由四聚体连接的位点在方向上是平行的。Cre蛋白将把两个位点的DNA双链都切开，而DNA连接酶将快速将其重新连接。重组的结果取决于LoxP位点的定向，对同一条染色体臂上的两个位点，反向的情况将会导致目标序列的倒位，而同向的情况将导致其被直接删除；如果两个位点位于两条不同的染色体上，则可能引发染色体易位。Lox变体可用于两个质粒的连接。

### Cre 重组酶
Cre蛋白（最初由“导致重组（Cause recombination）”命名，也有文献是“环化重组酶（Cyclization recombinase）”）由4个亚基组成，全蛋白有343个氨基酸残基，2个结构域：较大的C-末端结构域，和较小的N-末端结构域。 C-末端结构域在结构上和λ噬菌体中分离出的整合酶家族有相似性，这也是Cre酶的催化活性位点。

### loxP位点
loxP（Locus Of X-over P1）是P1噬菌体基因组中34bp的特殊位点序列。序列由8bp的不对称序列（决定了loxP序列的方向），和不对称序列两边的两段13bp对称序列组成，具体序列见下：“N”代表这个碱基是可变的，小写字母则表示这个碱基是从野生型突变而来。在基因操作中loxP序列一般成对使用，被一对loxP序列包围的序列称为floxed序列。如果floxed序列两侧的loxP序列方向相同，floxed序列将会被删除；而如果两侧的loxP序列方向相反，floxed序列将会发生倒位。如果有另一段外源的floxed序列，两者可能发生重组，这称为重组酶介导的盒交换。这是一种十分方便省时的基因重组技术，但是由于可能发生反向重组和反式删除，重组效率可能较低，loxP序列的突变形式即是用于解决这些问题。
| 13bp            | 8bp      | 13bp           |
| ATAACTTCGTATA - | NNNTANNN | -TATACGAAGTTAT |

| 名称      | 13bp 识别区   | 8bp 不对称区 | 13bp 识别区   |
| --------- | ------------- | ------------ | ------------- |
| Wild-Type | ATAACTTCGTATA | ATGTATGC     | TATACGAAGTTAT |
| lox 511   | ATAACTTCGTATA | ATGTATaC     | TATACGAAGTTAT |
| lox 5171  | ATAACTTCGTATA | ATGTgTaC     | TATACGAAGTTAT |
| lox 2272  | ATAACTTCGTATA | AaGTATcC     | TATACGAAGTTAT |
| M2        | ATAACTTCGTATA | AgaaAcca     | TATACGAAGTTAT |
| M3        | ATAACTTCGTATA | taaTACCA     | TATACGAAGTTAT |
| M7        | ATAACTTCGTATA | AgaTAGAA     | TATACGAAGTTAT |
| M11       | ATAACTTCGTATA | cgaTAcca     | TATACGAAGTTAT |
| lox 71    | TACCGTTCGTATA | NNNTANNN     | TATACGAAGTTAT |
| lox 66    | ATAACTTCGTATA | NNNTANNN     | TATACGAACGGTA |

## 位点特异性重组
位点特异性重组（Site-Specific Recombination）和一般的同源重组相对，是指在DNA上的特定位点发生的由特定重组酶介导的重组过程。
在原核和真核细胞中，都已经有一些位点特异性重组系统被发现和描述，基本上它们都是利用一个或多个蛋白对非对称的DNA序列进行特异性识别操作，生成非对称DNA序列的方向所决定的重组产物。除了重组酶外，一般还有一些其他蛋白会对重组过程进行调控。

### 作用机理
位点特异性重组由重组蛋白对其特异性识别的DNA序列进行结合开始，一个重组酶一般可以结合同一个DNA分子或两个DNA分子上的两个特异性位点。结合上去后，重组酶的酪氨酸残基会与DNA分子的磷酸基团发生转酯化反应，将酶蛋白和DNA连接起来，这一步反应保存了磷酸二酯键中的能量，使其不需要高能辅因子也可以发生逆反应。
另一条DNA链上也发生了相同的反应，这样就在两条链的骨架上分别暴露了两个游离的3'羟基，这时的DNA-酶复合物即是反应的中间体。下一步，DNA上游离的3'羟基会与另一条DNA上的5'磷酸基团共价连接，并使后者和重组酶上的酪氨酸残基解离，生成重组反应中的霍利迪交叉。
这样，两条原本并不相连的DNA链连接在了一起，再通过后续的酶切和连接，两端DNA序列发生了互相交换，蛋白质之间的相互作用促进并指导了这个过程的进行。
当某些病毒，比如一些噬菌体侵染细菌细胞时，会将自己的遗传物质整合进宿主的基因组中。发生整合的特异性位点称作att（attachment）位点，在上述过程中，病毒DNA上的attA位点与细菌DNA上的attB位点发生重组，而其他位点不会发生，这就属于位点特异性重组的例子。

### 效率
现已发现两个因素会影响Cre-lox重组的效率。第一个因素是lox序列中不对称区段的碱基序列，突变的lox序列会表现出与野生型不同的重组效率，但一般低于野生型。推测这可能是因为突变的碱基影响了反应中间体的生成和解离。
第二个影响因素是一对lox序列之间floxed序列的长度，Cre-lox重组的效率随着其长度的增大而降低，或许是因为反应动力学的影响。 floxed序列在基因组中的位置会对Cre重组酶的结合有影响，也会影响重组效率。 此外，cre基因的启动子选择也很重要，低表达的启动子往往会造成异常的重组结果。

### 时间控制
在Cre-Lox重组系统中常用的表达调控机制还有三苯氧胺诱导系统。通过在Cre酶的蛋白序列上添加一个雌激素受体结构域，可以实现重组反应在特定时间点的触发。重组过后的Cre酶在没有三苯氧胺的情况下会被运输到细胞质中，不能介导重组反应；当我们加入三苯氧胺后，三苯氧胺可以与Cre蛋白上的受体结构域结合，并导致其被运送到细胞核中，从而使重组反应可以进行。

## Cre-lox系统的自然功能
P1噬菌体是一种温和噬菌体，既可以进行裂解循环也可以进行溶源循环。在裂解循环的情况下，一旦噬菌体的基因组进入细菌体内，噬菌体的蛋白就开始表达，新的病毒粒子开始组装，细菌很快就会裂解并释放出大量新的噬菌体，从而继续这个循环；在溶源循环中，噬菌体的基因组将和宿主的基因组共存，并在宿主分裂时传入子细胞，直到某些刺激（紫外线、饥饿等）导致其转入裂解循环。
温和噬菌体中，有的会像λ噬菌体一样，在溶源期间将其基因组整合进宿主的基因组内。但是P1噬菌体的基因组则是以质粒的形式存在于宿主的细胞内，这时Cre-lox系统就会发挥功能：帮助环化线性的噬菌体DNA、分开复制后连结的两个质粒DNA分子使其平均分配到两个子细胞中，还可能作为备选的复制方式来维持质粒DNA的拷贝数。

## 多对loxP位点的插入
多种loxP的变体， 特别是lox2272和loxN，被用于产生不同Cre-lox重组（诱导的和组成的）的结合体，从而实现小鼠脑部多达4种的荧光显色（“Brainbow”系统）。